# 101 далматинци (франчайз)
101 далматинци (на английски: 101 Dalmatians) е американски медиен франчайз, собственост на Уолт Дисни Къмпани и базиран на романа от 1956 г. на английската писателка Доуди Смит 101 далматинци. Началото е дадено през 1961 г. с премиерата на едноименния анимационен филм, като през годините са създавани различни адаптации, произведени от „Дисни“.

## Произход
Основа за първия филм е романът 101 далматинци, написан от Доуди Смит. През 1967 г. писателката издава продължението Новите приключения на далматинците, което обаче не е използвано от компанията като изходен материал за никоя от последващите адаптации на „Дисни“.

## Филми

### Анимационни
| Филм                                             | Премиера       | Режисьор(и)                                         | Сценарист(и)                                                                                     | Продуцент(и)              |
| ------------------------------------------------ | -------------- | --------------------------------------------------- | ------------------------------------------------------------------------------------------------ | ------------------------- |
| Сто и един далматинци                            | 25 януари 1961 | Волфганг Райтерман, Клайд Джероними и Хамилтън Лъск | Бил Пийт                                                                                         | Уолт Дисни                |
| 101 далматинци II: Приключението на Пач в Лондон | 21 януари 2003 | Джим Камеръд и Брайън Смит                          | История: Джим Камеръд, Дан Руут, Гарет К. Шиф и Брайън Смит Сценарий: Джим Камеръд и Брайън Смит | Каролин Бейтс и Лесли Хъф |

#### Сто и един далматинци(1961)
Американски анимационен приключенски комедиен филм от 1961 г. , продуциран от Уолт Дисни по романа на Доуди Смит, чиято премиера по кината е на 25 януари 1961 г., разпространяван от Буена Виста Дистрибушън.

#### 101 далматинци II: Приключението на Пач в Лондон(2003)
Американски анимационен приключенски комедиен филм от 2003 г., продуциран от Дисни Телевижън Анимейшън и издаден от Уолт Дисни Хоум Ентъртейнмънт на 21 януари 2003 г. Филмът е продължение на анимационния филм на Дисни от 1961 г.
Сюжетът включва кученцето Пач, което трябва да се притече на помощ на своите 98 братя и сестри, след като Круела де Вил ги отвлича отново.

### Игрални
| Филм                               | Премиера            | Режисьор            | Сценарист(и)                                                                                         | Продуцент(и)                       |                     |
| Оригинална поредица                | Оригинална поредица | Оригинална поредица | Оригинална поредица                                                                                  | Оригинална поредица                | Оригинална поредица |
| ---------------------------------- | ------------------- | ------------------- | --- | ---------------------------------- | ------------------- |
| 101 далматинци                     | 27 ноември 1996     | Стивън Херек        | Джон Хюз                                                                                             | Джон Хюз и Рикардо Местрес         |                     |
| 102 далматинци                     | 22 ноември 2000     | Кевин Лима          | История: Кристен Бъкли и Брайън Регън Сценарий: Кристен Бъкли, Брайън Регън, Боб Цудикер и Нони Уайт | Едуард С. Фелдман                  |                     |
| Поредица Круела                    |                     |                     | |                                    |                     |
| Круела                             | 28 май 2021         | Крейг Гилеспи       | История: Алайн Брош Маккена, Кели Марсел и Стийв Зисис Сценарий: Дейна Фокс и Тони Макнамара         | Андрю Гън, Марк Плат и Кристин Бър |                     |
| Неозаглавено продължение на Круела | TBA                 | Крейг Гилеспи       | Тони Макнамара                                                                                       | TBA                                |                     |

#### Поредица101 далматинци

##### 101 далматинци(1996)
Американски семеен комедиен филм от 1996 г., написан и продуциран от Джон Хюз и режисиран от Стивън Херек. Това е втората адаптация на романа на Доуди Смит от 1956 г., продуцирана от „Уолт Дисни Пикчърс“ след едноименния анимационен приключенски комедиен филм от 1961 г. Във филма участват Глен Клоуз в ролята на Круела де Вил и Джеф Даниълс в ролята на Роджър, собственикът на далматинците.

##### 102 далматинци(2000)
Британско-американски семеен комедиен филм от 2000 г., режисиран от Кевин Лима в неговия режисьорски дебют и продуциран от „Уолт Дисни Пикчърс“. Това е продължението на филма от 1996 г. „101 далматинци“ и Глен Клоуз играе отново ролята на Круела де Вил, която се опитва да открадне кученца за „най-великото“ си кожено палто досега. Сред кученцата, които тя планира да използва, са децата на Дипстик, син на Понго и Пердита. Глен Клоуз и Тим Макинърни са единствените актьори от първия филм, които се завръщат за продължението.

##### Възможен трети филм
През май 2021 г. Глен Клоуз разкрива, че докато работи по Круела като изпълнителен продуцент, пише нова история като продължение на филмите, където ще изиграе отново ролята на Круела де Вил. Сюжетът се развива в Ню Йорк.

#### ПоредицаКруела

##### Круела(2021)
Круела е филм, с който се рестартира франчайза, съсредоточен около Круела де Вил, история за произхода на героинята, развиващ се през 1970-те. В главната роля е Ема Стоун, а в поддържащите роли са Ема Томпсън, Пол Уолтър Хаузър, Доел Фрай, Марк Стронг, Емили Бийчам и Кърби Хауъл-Баптист. Филмът е режисиран от Крейг Гилеспи, със сценарий на Дейна Фокс и Тони Макнамара по история, написана от Алайн Брош Маккена, Кели Марсел и Стийв Зисис. Андрю Гън, Марк Плат и Кристин Бър са продуценти, а Глен Клоуз – изпълнителен продуцент. Дизайнерът на костюми Джени Бивън по-късно заявява, че ролята на Клоуз в продукцията на филма е да помогне на Стоун да се появи като по-млада версия на Круела.
Първоначалната премиерна дата на филма е 23 декември 2020 г. но по-късно датата е отложена за 28 май 2021 г. поради пандемията от коронавирус. Филмът в крайна сметка е издаден на тази дата, както в кината, така и в стрийминг платформата Дисни+.

##### Неозаглавено продължение наКруела
Крейг Гилеспи и актьорите изразяват интерес към продължение, което да е в стила на Кръстникът 2. През юни 2021 г. е обявено продължение, което официално се разработва. Гилеспи ще се завърне като режисьор, със сценарий на Тони Макнамара. През август 2021 г. Стоун подписва договора, за да повтори ролята си в продължението.

### Допълнителна информация за екипа и продукцията
| Филм                                             | Екип/Детайли   | Екип/Детайли         | Екип/Детайли                    | Екип/Детайли                                                           | Екип/Детайли                          | Екип/Детайли | Екип/Детайли |
| Филм                                             | Композитор     | Оператор             | Монтаж                          | Продуцентска компания                                                  | Разпространител                       | Времетраене  |              |
| ------------------------------------------------ | -------------- | -------------------- | ------------------------------- | ---------------------------------------------------------------------- | ------------------------------------- | ------------ | ------------ |
| Сто и един далматинци                            | Джордж Брунс   |                      | Рой М. Брюър-мл. Доналд Халидей | Уолт Дисни Прадакшънс                                                  | Буена Виста Дистрибушън               | 79 минути    |              |
| 101 далматинци II: Приключението на Пач в Лондон | Ричард Гибс    |                      | Рон Прайс Робърт С. Бишард      | Уолт Дисни Пикчърс Дисни Видео Премиерс Уолт Дисни Телевижън Анимейшън | Уолт Дисни Студиос Хоум Ентъртейнмънт | 74 минути    |              |
| 101 далматинци                                   | Майкъл Кеймън  | Ейдриън Бидъл        | Труди Шип                       | Уизър Прадакшънс Уолт Дисни Пикчърс Грейт Оукс Ентъртейнмънт           | Буена Виста Пикчърс Дистрибушън       | 103 минути   |              |
| 102 далматинци                                   | Дейвид Нюмън   | Ейдриън Бидъл        | Грегъри Пърлър                  | Круела Прадакшънс Уолт Дисни Пикчърс Кензаман Филмс                    | Буена Виста Пикчърс Дистрибушън       | 100 минути   |              |
| Круела                                           | Никълъс Брител | Никълъс Каракатсанис | Татяна С. Рийгъл                | Уолт Дисни Пикчърс Гън Филмс Марк Плат Прадакшънс                      | Уолт Дисни Студиос Моушън Пикчърс     | 134 минути   |              |

## Сериали
| Сериал | Сериал                   | Сезони | Епизоди | Излъчване         | Излъчване        | Излъчване           |
| Сериал | Сериал                   | Сезони | Епизоди | Премиера          | Финал            | Мрежа               |
| ------ | ------------------------ | ------ | ------- | ----------------- | ---------------- | ------------------- |
|        | 101 далматинци: Сериалът | 1      | 12      | 13 септември 1997 | 10 януари 1998   | Ей Би Си            |
|        | 101 далматинци: Сериалът | 2      | 53      | 1 септември 1997  | 4 март 1998      | Синдикейшън         |
|        | Улица „Далматинци“ 101   | 1      | 26      | 18 март 2019      | 22 февруари 2020 | Дисни Ченъл, Дисни+ |

### 101 далматинци: Сериалът(1997–1998)
Американски анимационен телевизионен сериал, продуциран от Уолт Дисни Телевижън Анимейшън в сътрудничество с Джъмбо Пикчърс. Сериалът се излъчва от 1997 г. до 1998 г. Базиран е на комбинация от оригиналния анимационен филм от 1961 г. и неговия римейк от 1996 г. Сериалът като цяло проследява приключенията на многобройните кученца от франчайза на „Дисни“. Три кученца – Лъки, Топчо и Малчо, са основният фокус на сериала заедно с техния приятел Спот, пиле, което иска да бъде куче.

### Улица „Далматинци“ 101(2019–2020)
Британско-канадски анимационен телевизионен комедиен сериал, развиващ се в Лондон през 21-ви век, който проследява приключенията на Дилън и сестра му Доли. Дилън и Доли са потомци на Понго и Пердита, които защитават и се грижат за своите 97 по-малки братя и сестри. След първото излъчване през 2018 г., официалната премиера на сериала в Обединеното кралство е на 18 март 2019 г. и приключва на 22 февруари 2020 г. Междувременно в Канада сериалът е пуснат в Дисни+ на 28 февруари 2020 г.

## Свързани продукции

### Имало едно време
Алтернативна версия, базирана на версията на „Дисни“ за Круела де Вил, която се появява в четвъртия и петия сезон на телевизионния сериал, където е изиграна от Виктория Смърфит. В сериала Круела е вещица, която притежава силата да контролира животни. Смърфит играе и друга алтернативна версия на героинята в предпоследния епизод на сериала Завръщане у дома.

### Наследниците
Круела де Вил се появява в американския филм на Дисни Ченъл от 2015 г. Наследниците, където е изиграна от Уенди Ракел Робинсън.
Сюжетът на филма включва Бен, който е тийнейджър и син на крал Звяр и кралица Бел, който кани децата в изгнание на победените злодеи да посещават подготвително училище с децата на героите; сред тях е Карлос, 14-годишният син на Круела, когото тя малтретира и третира като слуга, карайки го да спи близо до капаните за мечки, които тя използва, за да пази кожените си палта. Заедно с други злодеи, Круела е заточена на Острова на изгубените, където живее поне 20 години.

## Паркове и курорти на „Дисни“
Сто и един далматинци има малко присъствие в парковете и курортите на „Дисни“ главно чрез магазини и случайни представления. Круела е единственият герой от франчайза, който може да се срещне и обикновено се намира на „Мейн Стрийт“, САЩ.

## Прием

### Боксофис и финансово представяне
| Филм                                             | Боксофис бруто  | Боксофис бруто  | Боксофис бруто | Класиране в боксофиса | Класиране в боксофиса | Продажби на видео в световен мащаб  | Световен брутен доход               | Бюджет                              | Изт.                 |
| Филм                                             | Северна Америка | Други територии | Световен мащаб | За всички времена     | Северна Америка       | Продажби на видео в световен мащаб  | Световен брутен доход               | Бюджет                              | Изт.                 |
| ------------------------------------------------ | --------------- | --------------- | -------------- | --------------------- | --------------------- | ----------------------------------- | ----------------------------------- | ----------------------------------- | -------------------- |
| Сто и един далматинци                            | $302,698,419    | $301,581        | $303,000,000   | №365                  | №11972                | $88, 120,888                        | $391,120,888                        | $3,300,000                          | [ 23 ] [ 24 ] [ 25 ] |
| 101 далматинци II: Приключението на Пач в Лондон | –               | –               | –              | –                     | –                     | Информацията не е публично достъпна | Информацията не е публично достъпна | Информацията не е публично достъпна | –                    |
| 101 далматинци                                   | $136,189,294    | $168,010,706    | $304,200,000   | №447                  | №556                  | Информацията не е публично достъпна | >$304,200,000                       | $75,000,000                         | [ 26 ] [ 27 ]        |
| 102 далматинци                                   | $66,957,026     | $116,654,745    | $183,611,771   | №1239                 | №2302                 | Информацията не е публично достъпна | >$183,611,771                       | $85,000,000                         | [ 28 ] [ 29 ]        |
| Круела                                           | $86,103,234     | $142,914,031    | $226,892,470   | №729                  | №897                  | –                                   | $226,892,470                        | $100,000,000                        | [ 30 ] [ 31 ]        |

### Критичен и обществен отговор
| Филм                                             | Rotten Tomatoes  | Metacritic         | CinemaScore |
| ------------------------------------------------ | ---------------- | ------------------ | ----------- |
| Сто и един далматинци                            | 98% (52 мнения)  | 83/100 (10 мнения) | B+          |
| 101 далматинци II: Приключенията на Пач в Лондон | 67% (6 мнения)   | –                  | –           |
| 101 далматинци                                   | 41% (37 мнения)  | 49/100 (20 мнения) | A           |
| 102 далматинци                                   | 31% (92 мнения)  | 35/100 (24 мнения) | B+          |
| Круела                                           | 74% (373 мнения) | 60/100 (24 мнения) | A           |